# 大阪府道227号和気岸和田線
大阪府道227号和気岸和田線（おおさかふどう227ごう わけきしわだせん）は、大阪府和泉市から岸和田市に至る一般府道である。

## 概要
和泉市和気町1丁目から岸和田市別所町1丁目に至る。
大阪府道30号大阪和泉泉南線（旧道）を境に、大阪府道226号父鬼和気線の流れを引き継いでいるが、岸和田市内において2箇所、この府道が断続している区間がある。なお、泉北郡忠岡町高月南付近と岸和田市別所町付近（終点付近）に1箇所ずつ起点方向への、また岸和田市中井町内には終点方向への一方通行路が存在するため、いずれの方向へも自動車を用いて走破することはできない。

### 路線データ
- 起点：大阪府和泉市和気町1丁目（和気交差点、大阪府道30号大阪和泉泉南線旧道交点、大阪府道226号父鬼和気線終点）
- 終点：大阪府岸和田市別所町1丁目（大阪府道230号春木岸和田線交点）

## 路線状況

### 通称
- 忠岡野田線

### 重複区間
- 大阪府道40号岸和田牛滝山貝塚線（岸和田市箕土路町（みどろちょう）2丁目 - 岸和田市中井町3丁目）

### 道路施設

#### 橋梁
- 多賀橋（牛滝川、仙北郡忠岡町）

## 地理

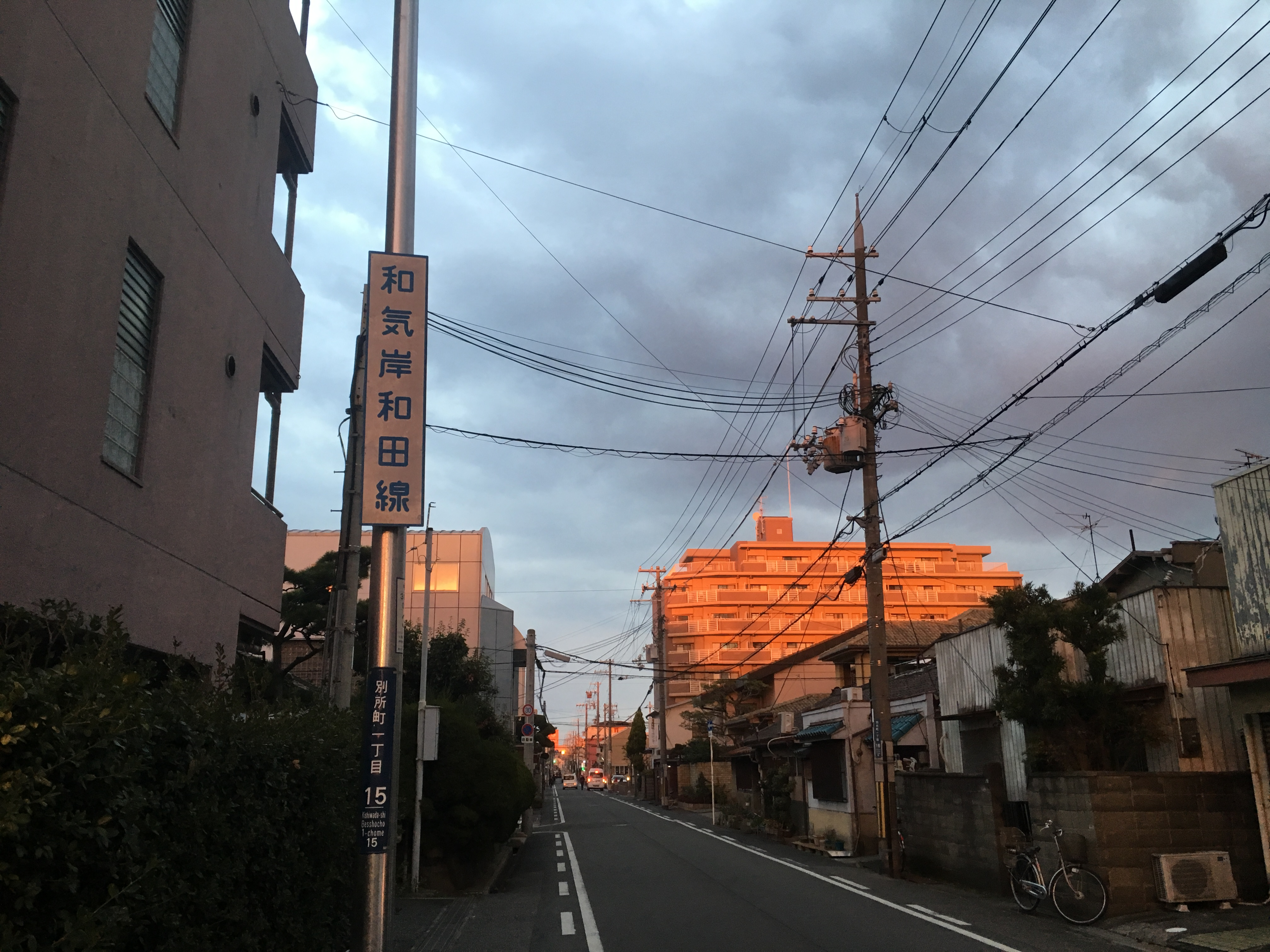
大阪府道227号和気岸和田線（大阪府岸和田市別所町一丁目）。終点付近は北行き（写真奥方向）一方通行区間である。

### 通過する自治体
- 大阪府
  - 和泉市 - 泉北郡忠岡町 - 岸和田市

### 交差する道路
| 交差する道路                                              | 市町村名 | 市町村名 | 交差する場所                  | 交差する場所      |
| --------------------------------------------------------- | -------- | -------- | ----------------------------- | ----------------- |
| 大阪府道30号大阪和泉泉南線 / 旧道 大阪府道226号父鬼和気線 | 和泉市   | 和泉市   | 和気町1丁目                   | 和気交差点 / 起点 |
| 大阪府道229号田治米忠岡線                                 | 泉北郡   | 忠岡町   | 高月南1丁目                   |                   |
| 大阪府道40号岸和田牛滝山貝塚線 重複区間起点               | 岸和田市 | 岸和田市 | 箕土路町（みどろちょう）2丁目 |                   |
| 国道26号                                                  | 岸和田市 | 岸和田市 | 中井町3丁目                   | 中井町交差点      |
| 大阪府道40号岸和田牛滝山貝塚線 重複区間終点               | 岸和田市 | 岸和田市 | 中井町3丁目                   |                   |
| 大阪府道231号春木大町線                                   | 岸和田市 | 岸和田市 | 荒木町1丁目                   |                   |
| 大阪府道230号春木岸和田線                                 | 岸和田市 | 岸和田市 | 別所町1丁目                   | 終点              |

### 交差する鉄道
- 阪和線

### 沿線
- 岸和田市消防署 八木出張所
- 岸和田市立文化会館（マドカホール）
- 岸和田市中央公園
- 大阪地方裁判所岸和田支部・岸和田簡易裁判所
- 岸和田徳洲会病院
- 岸和田市立女性センター
- 兵主神社（和泉大宮）
- 南海本線
  - 和泉大宮駅 - 岸和田駅
- 岸和田天神宮（沼天神）